# Barranc de Sant Adrià
El barranc de Sant Adrià, és un barranc de l'antic municipi de Gurp de la Conca, actualment inclòs en el terme municipal de Tremp, al Pallars Jussà.
Es forma a 1.188 m. alt., a la carena del sud-oest de la Roca de la Mola, des d'on baixa cap al sud-est, en direcció al poble de Sant Adrià, que li dona el nom. Passa pel costat de ponent d'aquest poble, i continua davallant sempre en la mateixa direcció, però fent moltes ziga-zagues per l'accidental del terreny.
Passa també a ponent de Tendrui, i continua cap al sud-est fins que s'aboca en el barranc de Ricós al nord-oest del poble de Claret, al costat de la Font de la Salut.